# مزرعة إيلكهورن
مزرعة إيلكهورن هي مزرعة تم أنشائها من قبل ثيودور روزفلت على ضفاف نهل ليتل ميسوري 56 كيلومتر شمالاً من ميدورا، داكوتا الشمالية في صيف 1884. كلف روزفلت كلاً من بيل سيول و ويلموت دور وهما حطابان من ولاية مين، بأدارة المزرعة. في شتاء 1884-1885 بنى كلاهما بيت المزرعة، وكان بيتاً "طويلاً منخفض السقف من جذوع الأشجار".كانت مزرعة إيلكهورن هي مزرعة ثيودور روزفلت الرئيسية، وبيتها أيضاً كان المفضل له بسبب مساحته الفسيحة و الخصوصية التي يوفرها بالمقارنة مع كوخه السابق المنشئ في عام 1883. كان روزفلت يستمتع على وجه التحديد بالجلوس في الشرفة على الكرسي الهزاز وهو يقرأ تحت ظلال أشجار القطن. سعادته كانت جلية كما عبر عنها في كتبه: "حياة المزرعة ورحلة الصيد"، "رحلات صيد المزارع"، و "صياد البراري".
في ربيع 1886، سرق اللصوص قارب روزفلت من المزرعة. بنى الحطابان سيول ودو طوافة على عجالة من أمرهم وأنطلق الثلاثة إلى أسفل النهر للقبض على اللصوص، وعند لحظة القبص عليهم بقي روزفلت مصوباً عليهم ببندقيته حتى سار بهم إلى مدينة ديكينسون، وحصل هناك على 50$ مقابل رأسهم
في عام 1887 ترك روزفلت المزرعة بعد خسارة 60% من أستثماراته في شتاء 1886-1887 القاسي، ولم يعد بعدها للأراضي الوعرة إلا مرات قليلة. أبقى روزفلت على حصة صغيرة له في الماشية حتى عام 1898 في مطلع الحرب الأمريكية الإسبانية
مكتب الكتابة الخاص بثيودور روزفلت معروض في حديقة ثيودور روزفلت الوطنية. يعد موقع مزرعة إيلكهورن محمياً كجزء من حديقة ثيودور روزفلت الوطنية، وهو مسجل في السجل الوطني للأماكن التاريخية.

## روابط خارجية
- "Elkhorn Ranch". U.S. National Park Service. اطلع عليه بتاريخ 2022-07-19.
- "Visit the Elkhorn Ranch Unit". U.S. National Park Service. اطلع عليه بتاريخ 2022-07-19.